# Teke
Teke eller bateke är en bantutalande folkgrupp i Gabon och de båda Kongostaterna. I Demokratiska republiken Kongo har de en särskilt stark ställning.
Deras område vid Kongofloden där den utvidgar sig vid Malebo Pool har gett dem goda förutsättningar för fiske och handel, och i århundraden fungerade de som mellanhand i handeln mellan inlandet och kusten. De var en del av anziku- eller tioriket fram till slutet av 1600-talet.
Teke har också en stark tradition som hantverkare, och är kända för sina fetischer. På flera språk i området kallas deras människoliknande figurer, med urgröpningar för magiska substanser, för biteke. Teke är inte en talrik grupp, men deras position har gett deras språk stor utbredning, och kiteke talas av närmare en miljon människor i området.